# سیجراز
سیجراز (به عربی: سیجراز) یک روستا در سوریه است که در ناحیه مرکزی اعزاز واقع شده‌است. سیجراز ۷۳۵ نفر جمعیت دارد.